# باول بينيت (لاعب كرة قدم كندية)
باول بينيت هو لاعب كرة قدم كندية كندي، ولد في 27 مارس 1954 في تورونتو في كندا.